# Hefaistos

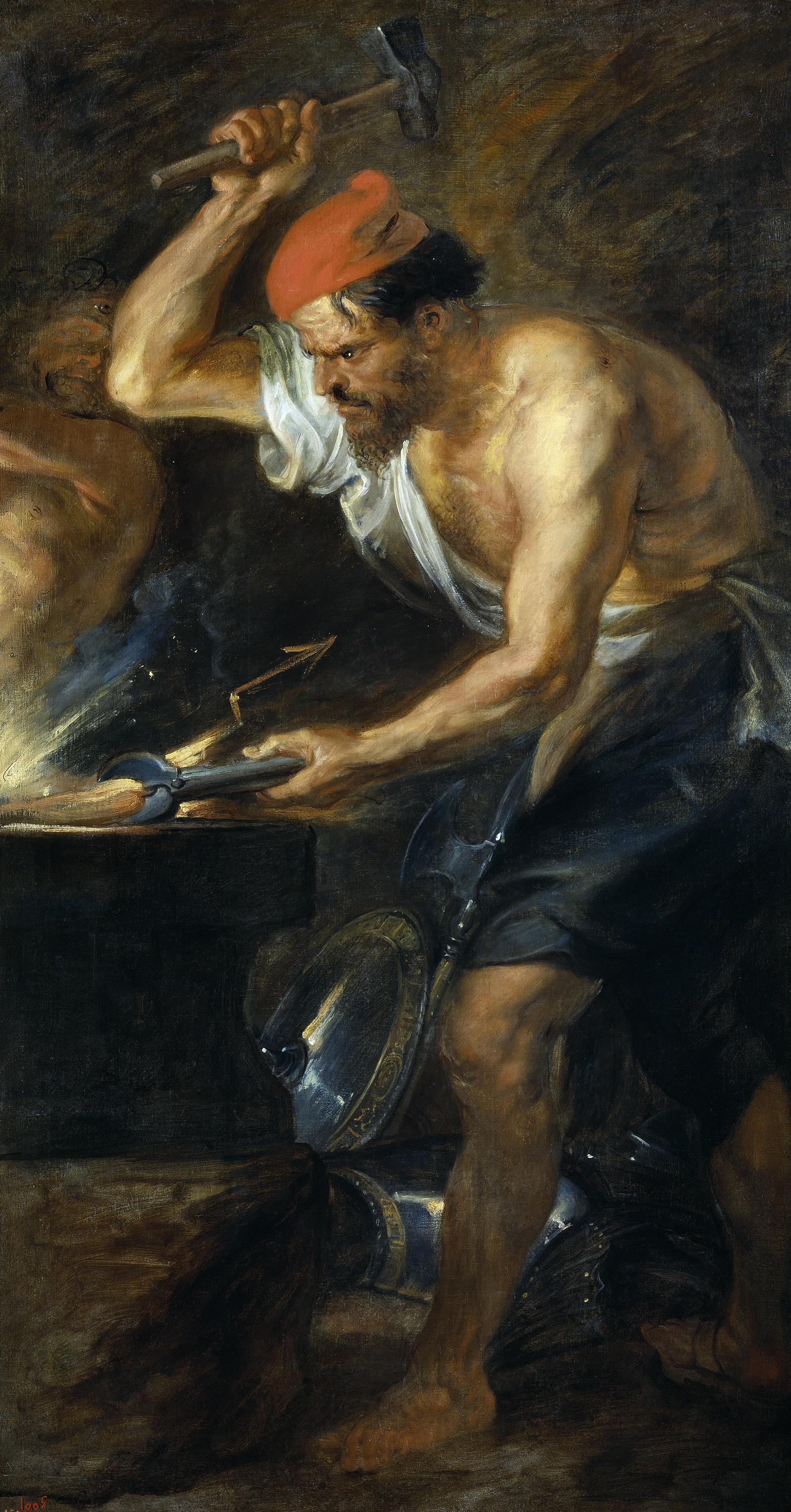
Hefaistos, målning av Peter Paul Rubens.

Hefaistos var i grekisk mytologi smideskonstens gud, som härskade över elden och vulkanerna. Han avbildas med smidesverktyg; hammare, städ och tänger, som kännetecken. Genom sin yrkesskicklighet och fredliga natur vann han allmänt gillande i hela Grekland. Han var son till Hera och make till Afrodite. Han motsvaras i romersk mytologi av Vulcanus.

## Beskrivning
Hefaistos avbildades som vanskapt och låghalt. När han föddes kastade Hera ned honom från Olympen i förskräckelse. Han hamnade i vattnet och togs om hand av havsnymfen Thetis på ön Lemnos. När han vuxit upp fick han en smedja på ön, och började smida smycken och vapen. Hefaistos tillverkade bland annat vackra smycken till olika gudinnor. De tolv gudatronerna och Akilles rustning är också hans skapelser.
Han hämnades på sin mor Hera genom att smida en gyllene tron åt henne, i vilken hon fastnade då hon satte sig. För att lura Hefaistos att befria Hera lockade Zeus upp honom till Olympen med hjälp av vinguden Dionysos berusande krafter. 
I en annan version av myten tog Hefaistos Heras parti i ett av hennes gräl med Zeus. Zeus blev så vred att han slet bort ett av Hefaistos ben (därav hans vanskapthet) och kastade ner honom från Olympen.
Afrodite ägnade sig knappt åt sin man, utan hade istället en rad affärer med olika älskare.
Tillsammans med sin andra hustru Aglaia hade Hefaistos de fyra döttrarna Eukleia, Euthenia, Eupheme och Philophrosyne.